# Parthenons geometri

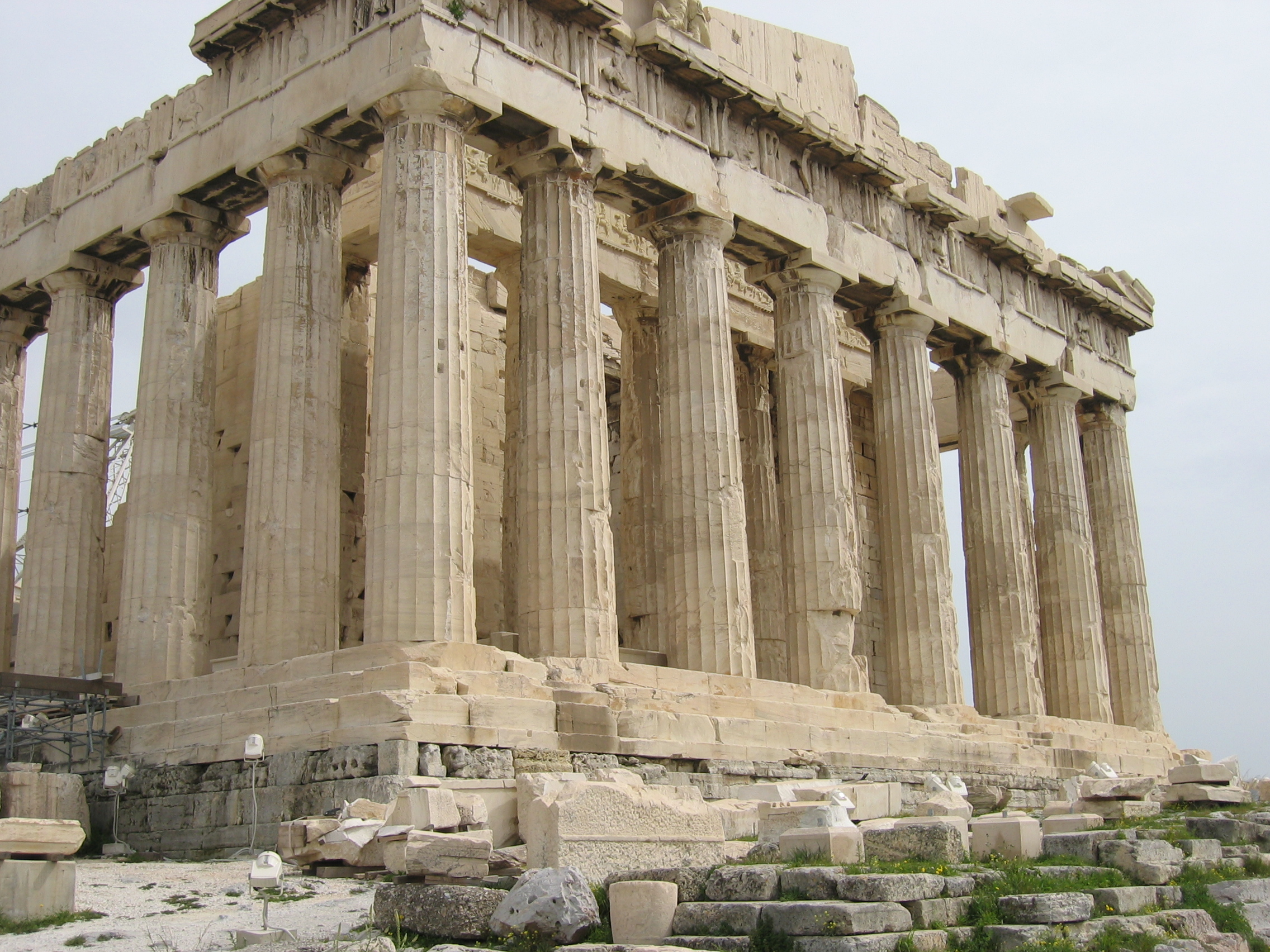
Parthenon i Aten som har ovanliga geometriska egenheter.

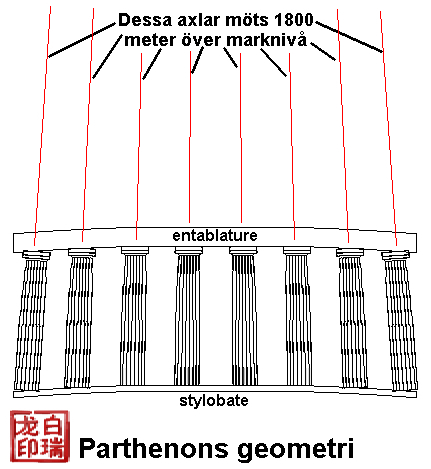
Bild som visar Parthenons geometriska kompensation mot optiska illusioner. Pelarna lutar inåt och byggnadens stylobat och entablement är krökta.

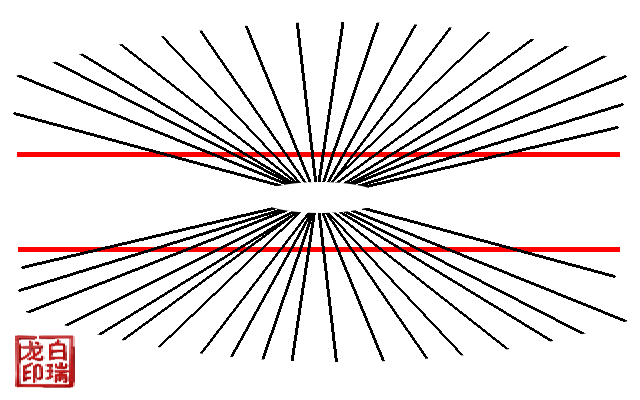
Optisk illusion. De svarta linjerna gör att de röda ser ut att vara krökta. Det är denna illusion som Parthenons geometri ska motverka.

Parthenons geometri avser några speciella geometriska fenomen gällande templet Parthenon i Aten:

## Parthenons bredd
Plattformen för de bärande pelarna som Parthenons tak vilar på kallas stylobat inom klassisk grekisk arkitektur. 
Bredden på Parthenons stylobat är på östra sidan 30,9066 meter och på västra sidan 30,9630 meter. vilket ger en medelbredd på 30,9348  meter.
Omkretsen på jorden är vid ekvatorn 40 075 160 meter. Uttryckt som vinkel är 1 vinkelsekund (0°0'1 ) av jorden 1/1 296 000 av dess omkrets vilket är 30,9222 meter som bara avviker 0,04 procent från medelbredden på Parthenons stylobat.
En antik grekisk fot pous är 0,309 meter vilket ger Parthenon en bredd på 100,11 pous, vilket avviker 0,11 procent från 100 pous.
Om det är 1 vinkelsekund eller 100 opus som ursprungligen låg till grund för Parthenons bredd är oklart.

## Krökta sidor
Både kort- och långsidorna av Parthenons stylobat är krökta i en konvex bågform där dess mittpunkter är högre än dess hörn. Stylobatens långsidans mittpunkt är ca 10,8 cm högre än en rät linje mellan dess hörn och motsvarande mått för kortsidornas mittpunkt är ca 6,4 cm.
Omräknat till en cirkelbåge beskriver långsidan en cirkelbåge med radien ca 5600 m och kortsidan följer en cirkelbåge med radien ca 1900 m.
Strukturen som vilar på de yttre pelarna kallas entablement inom arkitekturen. Även Parthenons entablement är liksom dess stylobat krökt, men inte lika mycket.
Anledningen till dessa krökta sidor tros vara att motverka det optiska fenomenet att när en rät bas möter pelare som ses i perspektiv så upplevs den räta linjen krökt.

## Pelare
Alla de 46 yttre pelarna lutar in mot mitten av byggnaden och förlängningen av pelarnas centrumaxlar mötas ca 1800 meter över byggnaden.
Pelarna i hörnen är tjockare (+4,3 cm) än de övriga pelarna. Detta för att de exponeras för mer solljus och därför skulle upplevas tunnare än de övriga utan denna kompensation. 

## 9:4-förhållande
Medellängden på Parthenons stylobat är 69,5893 meter, vilket ger att längd/bredd-förhållandet är 2,25 eller 9:4. Detta förhållande, 9:4, går igen på flera ställen i Parthenons geometri; Förhållandet för avståndet mellan de bärande pelarna och dess diameter är 9:4. Även samma förhållande gäller mellan bredd och höjd för gavelfasadens rektangulära del.

## Gyllene snittet
Tittar man på hela Parthenons gavel så finns det ett flertal geometriska förhållanden (t.ex. totalbredd / totalhöjd) som ligger nära det Gyllene snittet 1,618. Dock kan detta bara vara en tillfällighet, och att det i stället är ovan nämnda 9:4-förhållande som är basen i Parthenons geometri.